# Ununterscheidbare Teilchen
Ununterscheidbare (oder identische) Teilchen in der Physik sind dadurch gekennzeichnet, dass sie sich in keiner Weise anhand bestimmter Eigenschaften voneinander unterscheiden lassen, die von ihrem jeweiligen Zustand unbeeinflusst sind. In diesem Sinne sind alle fundamentalen Teilchen der gleichen Art ununterscheidbar (z. B. Elektronen, Photonen, Quarks). Die Ununterscheidbarkeit gilt auch für alle daraus zusammengesetzten Systeme (z. B. Protonen, Neutronen, Atomkerne, Atome, Moleküle), sofern sie sich im selben Zustand befinden.
Die Unmöglichkeit einer Unterscheidung mehrerer identischer Teilchen hat zur Folge, dass die Zuordnung von laufenden Nummern keine Auswirkungen auf experimentelle Ergebnisse hat. Sie würde bei Streuexperimenten zu falschen Voraussagen führen. Damit widerspricht die Ununterscheidbarkeit identischer Teilchen dem 1663 von Gottfried Wilhelm Leibniz formulierten Prinzip, nach dem es auf der Welt keine zwei Dinge geben könne, die sich in nichts unterscheiden.
Die Ununterscheidbarkeit der fundamentalen Teilchen hat Auswirkungen auf die Möglichkeiten, aus ihnen zusammengesetzte Systeme zu bilden. Sie trägt damit zum Verständnis des Verhaltens von Materie bei.

## Veranschaulichung im Gedankenexperiment
Die Ununterscheidbarkeit gleicher Teilchen verursacht Effekte, die für die klassische Physik (und den Alltagsverstand) unverständlich sind. Ein Gedankenexperiment soll sie veranschaulichen: So sind reale Münzen in der realen Welt immer unterscheidbare Objekte.
Wenn man zwei Münzen gleichzeitig wirft, dann gibt es vier mögliche unterschiedliche Ergebnisse:
(Kopf-Kopf), (Kopf-Zahl) (Zahl-Kopf) (Zahl-Zahl)
Wenn man das Experiment sehr oft wiederholt, dann erhält man das Ergebnis mit unterschiedlichen Seiten bei beiden Münzen doppelt so oft wie das mit (Kopf-Kopf) oder (Zahl-Zahl), weil es zwei unterschiedliche Varianten gibt, wie dieses Ergebnis zu Stande kommen kann.
Wenn es ununterscheidbare Münzen im Sinne der Quantenphysik gäbe, dann gäbe es keine Möglichkeit mehr, zu sagen, welche der ursprünglichen Münzen denn nun im Ergebnis die Zahl und welche den Kopf zeigt.
Es gibt keine verschiedenen, geordneten Ergebnisse (Kopf-Zahl), (Zahl-Kopf), sondern nur eine Ergebnismenge, in der eine Münze Kopf und eine Münze Zahl zeigt.
Daher gäbe es bei ununterscheidbaren Münzen nur drei verschiedene mögliche Ergebnisse:
{Kopf, Kopf}, {Kopf, Zahl}, {Zahl, Zahl}.
Man erhält die drei möglichen Ergebnisse gleich häufig.
In der Quantenphysik werden solche Statistiken mit Streuexperimenten experimentell geprüft. Ein entsprechendes Gedankenexperiment dazu:
10000-mal nacheinander fliegen zwei Teilchen mit betragsmäßig gleichem Impuls aufeinander zu, eins genau aus nördlicher und eins genau aus südlicher Richtung. Die Flugrichtungen dieser „Nord-“ und „Süd“-Teilchen liegen fest, aber in welchem Abstand ihre Flugbahnen aneinander vorbeizielen, nicht. Also kommen alle Abstände vor, und alles wird als „Stoß“ bezeichnet. Ist der Abstand genügend klein, üben die beiden Teilchen Kräfte aufeinander aus und ändern dadurch (in entgegengesetzt gleicher Weise) ihre Flugrichtung. Da alle Abstände mit einer bestimmten Wahrscheinlichkeitsverteilung vorkommen, kommen auch alle Ablenkwinkel mit einer bestimmten (anderen) Wahrscheinlichkeitsverteilung vor. Gezählt wird die Häufigkeit, wie oft eins der Teilchen (egal welches) zufällig um genau 90° abgelenkt wird und anschließend in Richtung Osten fliegt. Dann fliegt das andere Teilchen stets in entgegengesetzter Richtung fort, also nach Westen. Nur um diese Endzustände geht es hier.

### Verschiedene Teilchen
Für jedes Paar aus Nord- und Südteilchen gibt es zwei unterscheidbare Endzustände, deren Häufigkeiten zusammengezählt werden: (1) das Nord-Teilchen fliegt nach dem Stoß nach Osten und das Süd-Teilchen nach Westen, oder (2) umgekehrt.
Unterscheiden sich Nord- und Südteilchen (z. B. durch ihre Farbe), so kann man zählen, wie viel der ursprünglich aus Norden kommenden Teilchen nach Osten fliegen, z. B. 16. Aus Symmetriegründen (weil bei 90° der Ablenkwinkel für Nord- und Süd-Teilchen gleich groß ist) werden auch sicher gleich viele Süd-Teilchen dorthin abgelenkt. Damit kommen auf der Ostseite insgesamt 32 Teilchen an, wie (aus Symmetriegründen) auf der Westseite auch.

### Ununterscheidbare Teilchen
Sind die Teilchen aber ununterscheidbar (im Sinne der völligen Ununterscheidbarkeit, von der hier die Rede ist), bleibt es dann bei den insgesamt 32 beobachteten Teilchen?
Der statistische Effekt: Bei ununterscheidbaren Teilchen haben auch die beiden eben genannten Endzustände nun kein physikalisch feststellbares Unterscheidungsmerkmal mehr. Dann sind es, in quantenphysikalischer Zählweise der Zustände, auch gar nicht zwei verschiedene Zustände, sondern nur noch einer. Die Wahrscheinlichkeit, dass bei der zufallsgesteuerten Verteilung auf die Ablenkwinkel dieser eine Zustand getroffen wird, ist daher (bei gleicher Form der Kräfte) nur halb so groß wie die Wahrscheinlichkeit für die zwei Zustände der unterscheidbaren Teilchen zusammen. Demnach kommen statt 32 also nur 16 Teilchen im Osten an. (Die anderen 16 sind, trotz gleicher Art des Aufeinanderschießens und gleicher Form der Kräfte, bei anderen Ablenkwinkeln angekommen und erhöhen dort die Zählrate!) Dabei verbietet sich wegen der Ununterscheidbarkeit der Teilchen die Frage, „welche“ der Teilchen es sind, also wie viele von ihnen aus Norden bzw. Süden kommen. Diese Zählweise der möglichen Zustände hat sich in den Stoßexperimenten mit Teilchen und in der statistischen Physik als die einzig zutreffende erwiesen.
Der dynamische Effekt: Im hier dargestellten Streuexperiment tritt noch eine weitere Besonderheit der identischen Teilchen hinzu. Danach fliegen (bei gleicher Form der Kräfte) – je nach Teilchenklasse Boson bzw. Fermion der beiden Stoßpartner – tatsächlich entweder 64 (bei Bosonen) oder gar keines (bei Fermionen) nach Osten weg, statt der eben errechneten Zahl von 16 Teilchen. Dies ist in entsprechenden Experimenten überprüft worden.
Es entspricht genau der Voraussage der Quantenmechanik, dass für ununterscheidbare Teilchen die Wellenfunktion (oder der Zustandsvektor) eine besondere Form haben muss. Darin kommen zwar immer genau zwei Teilchen mit entgegengesetzten Flugrichtungen vor. Im Anfangszustand fliegen sie in Nord-Süd-Richtung aufeinander zu und im Endzustand in Ost-West-Richtung voneinander weg. Aber im Anfangszustand kommt jedes der beiden Teilchen mit gleicher Wahrscheinlichkeitsamplitude aus Nord und aus Süd, im Endzustand fliegt jedes der beiden Teilchen mit gleicher Amplitude nach Ost und nach West. Somit ist es schon begrifflich ausgeschlossen, demjenigen der beiden ununterscheidbaren Teilchen, das beobachtet wurde, eine bestimmte Herkunft oder einen bestimmten Weg zuschreiben zu wollen. Wenn man, wie in der Darstellung durch eine Wellenfunktion üblich, die Teilchen bzw. ihre Koordinaten durchnummeriert, muss deshalb diese Wellenfunktion eine Form annehmen, in der jede Nummer mit jedem der Einteilchenzustände zusammen auftritt. Dadurch ergeben sich Interferenzen der beiden Wahrscheinlichkeitsamplituden, mit denen jeder der beiden einzelnen Endzustände (Nord-Teilchen nach Osten bzw. Süd-Teilchen nach Osten) auftreten würde. Bei 90° Ablenkung sind beide Amplituden gleich groß und müssen bei Bosonen addiert werden (konstruktive Interferenz, daher Verdoppelung der Zahl der beobachteten Teilchen von 32 auf 64), bei Fermionen subtrahiert (destruktive Interferenz, daher Ergebnis 0). Nimmt man die Intensität auch bei anderen Streuwinkeln auf, so wechseln sich in Abhängigkeit vom Winkel Minima und Maxima ab und zeigen ein ausgeprägtes Interferenzmuster.

## Bedeutung und Historisches
Die besondere Rolle, die die Ununterscheidbarkeit identischer Teilchen spielt, wurde 1926 von Paul Dirac und Werner Heisenberg entdeckt, als sie mit Hilfe der damals neuen Quantenmechanik die Atome mit mehreren Elektronen studierten, woran die älteren Quantentheorien gescheitert waren. Dirac und Heisenberg stellten die Regel auf, dass es den Zustand des Atoms unverändert lässt, wenn zwei Elektronen darin wechselseitig ihre Orbitale vertauschen. Dem quantenmechanischen Formalismus (Wellenfunktion oder Zustandsvektor) zufolge wird es damit unmöglich, unter mehreren Elektronen ein bestimmtes zu identifizieren und seinen Weg zu verfolgen. Das gilt nicht nur für die Elektronen in einem bestimmten Atom, sondern ganz allgemein, z. B. auch für frei fliegende Elektronen in Streuexperimenten wie oben beschrieben. In einem System aus mehreren Elektronen lässt sich die Gesamtzahl der Elektronen identifizieren und welche Zustände von ihnen besetzt sind, aber nicht, „welches“ der Elektronen einen bestimmten Zustand innehat. Im ersten Lehrbuch zur Quantenmechanik von 1928 drückte Hermann Weyl das so aus: „Von Elektronen kann man prinzipiell nicht den Nachweis ihres Alibi verlangen“. Zur gleichen Zeit wurde an Molekülen aus zwei gleichen Atomen entdeckt, dass diese Art von Ununterscheidbarkeit auch für ganze Atome gilt, also auch zwei gleichen Atomkernen zukommt und damit für alle Bausteine der Materie zutrifft.
Im Alltag findet man eine ebenso perfekte Ununterscheidbarkeit nicht an realen Dingen, sondern nur an abstrakten, wie etwa bei der Gleichheit beider Seiten einer mathematischen Gleichung wie {\displaystyle {\tfrac {2}{2}}={\tfrac {1}{3}}{\mathord {+}}{\tfrac {2}{3}}} : An dem Ergebnis, einer „Eins“, lässt sich nicht mehr feststellen, ob sie durch die Halbierung einer Zwei entstanden ist oder durch die Addition der beiden Brüche. Eine so prinzipielle Ununterscheidbarkeit tritt im Alltag bei materiellen Dingen nicht auf. Andererseits ist sie nach dem Formalismus der Quantenmechanik auch allen zusammengesetzten Systemen zuzuschreiben: den Atomen, Molekülen etc. bis hin zu den makroskopischen Körpern, wenn sie nur im exakt gleichen Gesamtzustand sind (bezogen auf ihren Schwerpunkt und ihre Orientierung im Raum). Die allgemein angenommene unverwechselbare Individualität eines Gegenstandes des täglichen Lebens beruht daher ausschließlich darauf, in welchem quantenmechanischen Zustand sich der Gegenstand genau befindet. Hingegen ist sie keine Qualität, die man dauerhaft der Materie, aus der der Gegenstand besteht, selber zuschreiben kann. Die praktisch gesehen absolute Sicherheit, mit der man einen Gegenstand identifizieren kann (z. B. auf dem Fundamt) beruht allein auf der praktisch vernachlässigbaren Wahrscheinlichkeit, dass ein anderer Alltagsgegenstand nicht nur aus den gleichen Bestandteilen aufgebaut ist, sondern sich auch noch im gleichen quantenmechanischen Zustand befindet.
In der Philosophie hielt man es von alters her und besonders seit Leibniz für ausgeschlossen, dass es zu einem Ding zusätzlich Kopien geben könne, die sich in buchstäblich nichts von dem Ding unterscheiden lassen (Principium identitatis indiscernibilium – pii). Für diesen Satz gab es auch einen formalen logischen Beweis. Doch nachdem an den Elektronen genau dies Phänomen festgestellt wurde, ist dieser Satz und sein Beweis heftig umstritten. Weyl z. B. führte den zitierten Satz so weiter: „Von Elektronen kann man prinzipiell nicht den Nachweis ihres Alibi verlangen. So setzt sich in der modernen Quantentheorie das Leibnizsche Prinzip von der coincidentia indiscernibilium durch.“ Für einen Überblick über die andauernde Diskussion siehe Stanford Encyclopedia of Philosophy.
Eine (nicht perfekte, aber praktische) Ununterscheidbarkeit spielt in der Datenmodellierung eine Rolle. In einer Datenbank gelten alle Objekte mit einem Mengenattribut als ununterscheidbar. Beispiel: 73 Stück (Mengenattribut) identische Mineralwasserflaschen (einer bestimmten Art, Größe usw.) im Warenbestand eines Geschäftes.

## Ununterscheidbarkeit in der statistischen Physik
In der statistischen Physik ist die Ununterscheidbarkeit ein wichtiger Punkt bei der Zählung der Zustände eines Systems. Ein System aus ununterscheidbaren Teilchen hat im Vergleich zu einem System aus gleich vielen unterscheidbaren Teilchen einen eingeschränkten Zustandsraum (s. Gedankenexperiment oben). Scheinbar verschiedene Zustände, bei denen lediglich Teilchen gegeneinander vertauscht wurden, sind in Wirklichkeit immer ein und derselbe Zustand. Da es {\displaystyle N!} Möglichkeiten gibt, {\displaystyle N} Teilchen gegeneinander zu vertauschen, führt die Ununterscheidbarkeit zu einer Reduktion der Zustandssumme um einen Faktor {\displaystyle 1/N!}. Diese Zählvorschrift bringt die theoretische Formel von Sackur und Tetrode für die Entropie eines idealen Gases in Einklang mit den Messwerten und löst damit beispielsweise auch das Gibbssche Paradoxon.

## Ununterscheidbarkeit in der Quantenmechanik

### Formulierung in der Wellenmechanik
In der wellenmechanischen Formulierung der Quantenmechanik wird jeder wohldefinierte Zustand des gesamten N-Teilchensystems durch eine Wellenfunktion {\displaystyle \Psi \left(x_{1},\dots ,x_{j},\dots ,x_{k},\dots ,x_{N}\right)} beschrieben, die von so vielen Koordinatensätzen abhängt, wie es Teilchen im System gibt, nämlich N Stück. Der Koordinatensatz {\displaystyle x_{i}} für das {\displaystyle i}-te Teilchen enthält alle seine Koordinaten (für Raum und gegebenenfalls Spin, Ladung etc.). Dem Vertauschen zweier Teilchen {\displaystyle j\leftrightarrows k}, ausgedrückt durch den Operator {\displaystyle {\hat {P}}_{jk}}, entspricht die Vertauschung der beiden Koordinatensätze {\displaystyle x_{j}\leftrightarrows x_{k}}:
{\displaystyle {\hat {P}}_{jk}\Psi \left(\dots x_{j}\dots x_{k}\dots \right)=\Psi \left(\dots x_{k}\dots x_{j}\dots \right)}.
Bei identischen Teilchen gilt, wie in der statistischen Physik, dass aus der Vertauschung nur derselbe physikalische Zustand hervorgehen kann. Für die Wellenfunktion {\displaystyle \Psi } heißt das, dass sie dabei höchstens mit einem Phasenfaktor multipliziert wird. Wenn man wegen {\displaystyle {\hat {P}}_{jk}^{2}=\mathbf {1} } ferner verlangt, dass eine Wiederholung der Vertauschung nicht nur den Zustand, sondern auch die Wellenfunktion selber ungeändert lässt, kann der Phasenfaktor nur {\displaystyle \pm 1} sein:
{\displaystyle {\hat {P}}_{jk}\Psi \left(\dots x_{j}\dots x_{k}\dots \right)=\pm \Psi \left(\dots x_{j}\dots x_{k}\dots \right)}.
Allen Beobachtungen zufolge gilt: Wenn man in einem beliebig zusammengesetzten Vielteilchensystem zwei Teilchen vertauscht, bleibt im Fall zweier identischer Bosonen die Wellenfunktion ungeändert, während sie bei identischen Fermionen das Vorzeichen wechselt. Eine theoretische Begründung liefert das Spin-Statistik-Theorem. Die Wellenfunktionen, die beim Vertauschen zweier beliebiger Teilchen immer ihr Vorzeichen wechseln, heißen total antisymmetrisch, diejenigen, die dabei immer gleich bleiben, total symmetrisch.
Die einfachsten Basiszustände für die Modellierung einer Gesamtwellenfunktion eines Systems aus {\displaystyle N} Teilchen konstruiert man mit den Basis-Wellenfunktionen der einzelnen Teilchen. Im Fall unterscheidbarer Teilchen bildet man das Produkt von {\displaystyle N} Einteilchenfunktionen. Einen solchen Basiszustand bezeichnet man als Konfiguration. Um die Ununterscheidbarkeit der Teilchen zu berücksichtigen, muss dieses Produkt im Fall von Bosonen dann noch symmetrisiert bzw. im Fall von Fermionen antisymmetrisiert (und jeweils auf 1 normiert) werden. Für ein System aus {\displaystyle N{\mathord {=}}2} identischen Teilchen ergibt sich {\displaystyle \Psi ({\vec {r}}_{1},{\vec {r}}_{2})=\psi ({\vec {r}}_{1})\phi ({\vec {r}}_{2})\pm \phi ({\vec {r}}_{1})\psi ({\vec {r}}_{2})}, wobei {\displaystyle \psi ({\vec {r}}),\ \phi ({\vec {r}})} die beiden Einteilchenfunktionen sind, mit denen {\displaystyle \Psi ({\vec {r}}_{1},{\vec {r}}_{2})} konstruiert wurde.
Das vollständig antisymmetrisierte Produkt von {\displaystyle N} Einteilchenfunktionen heißt Slater-Determinante. Im Fall, dass entgegen dem Pauli-Prinzip eine Einteilchenfunktion darin mehrfach auftaucht, oder dass eine der Funktionen eine Linearkombination der anderen ist, ist die Slater-Determinante immer Null, d. h. keine mögliche Gesamtwellenfunktion. Daher liefert die Forderung der Antisymmetrie eine tiefere Begründung für das Pauli-Prinzip mit allen seinen bedeutenden Konsequenzen. Wie jede Determinante behält die Slater-Determinante ihren Wert, wenn man statt der {\displaystyle N} darin benutzten Einteilchenfunktionen {\displaystyle N} Linearkombinationen davon einsetzt, die linear unabhängig und orthonormiert sind. Daher steht in einem Mehrteilchensystem mit total antisymmetrischer Wellenfunktion nicht fest, noch nicht einmal für die einfachsten Basiszustände in Gestalt reiner Konfigurationen, welches die {\displaystyle N} einzelnen Einteilchenzustände sind, die mit je einem Teilchen besetzt sind. Fest steht nur, in welchem ({\displaystyle N}-dimensionalen) Teilraum des Einteilchen-Zustandsraums die besetzten Zustände liegen. Doch auch diese Information verliert sich bei Linearkombinationen mehrerer Slater-Determinanten (Konfigurationsmischung), wie sie zur genaueren Beschreibung der {\displaystyle N}-Teilchenzustände realer physikalischer Systeme erforderlich sind.
In bosonischen Systemen gilt das Pauli-Prinzip nicht. Daher sitzen Bosonen, sofern sie sich nicht abstoßen, bei tiefen Temperaturen bevorzugt im gleichen, energetisch tiefstmöglichen Zustand, was zu einem besonderen Systemzustand führt, dem Bose-Einstein-Kondensat.

### Formulierung in der 2. Quantisierung
In der Zweiten Quantisierung ist die Ununterscheidbarkeit identischer Teilchen schon in den Grundbegriffen des Formalismus in vollkommener Weise berücksichtigt. Der Zustandsvektor {\displaystyle \vert \psi \rangle } eines Teilchens mit Wellenfunktion {\displaystyle \psi } wird durch Anwendung des entsprechenden Erzeugungsoperators {\displaystyle {\hat {a}}_{\psi }^{\dagger }} auf den Zustandsvektor für das Vakuum, {\displaystyle \vert O\rangle }, gebildet: {\displaystyle \vert \psi \rangle ={\hat {a}}_{\psi }^{\dagger }\vert O\rangle }. Soll das System ein weiteres Teilchen mit Wellenfunktion {\displaystyle \phi } enthalten, wird auf diesen Zustandsvektor mit nur einem Teilchen der entsprechende Erzeugungsoperator {\displaystyle {\hat {b}}_{\phi }^{\dagger }} angewendet: {\displaystyle \vert \psi ,\phi \rangle ={\hat {b}}_{\phi }^{\dagger }\vert \psi \rangle ={\hat {b}}_{\phi }^{\dagger }{\hat {a}}_{\psi }^{\dagger }\vert O\rangle }. Dabei zeigt immer der für den Operator gewählte Buchstabe die Art des Teilchens an, sein Index den genauen jeweiligen Einteilchenzustand. Soll das zuletzt erwähnte Teilchen vom gleichen Typ {\displaystyle a^{\dagger }} sein wie das zuerst erwähnte, ist sein Erzeugungsoperator statt mit {\displaystyle {\hat {b}}_{\phi }^{\dagger }} mit {\displaystyle {\hat {a}}_{\phi }^{\dagger }} zu bezeichnen. Damit dann der erzeugte Zweiteilchenzustand derselbe ist, auch wenn man in der Formel beide Einteilchenzustände in vertauschter Reihenfolge besetzt, wird für die Erzeugungsoperatoren Vertauschbarkeit verlangt:
{\displaystyle {\hat {a}}_{\phi }^{\dagger }{\hat {a}}_{\psi }^{\dagger }=\pm {\hat {a}}_{\psi }^{\dagger }{\hat {a}}_{\phi }^{\dagger }}
Dabei gilt das Pluszeichen, wenn {\displaystyle {\hat {a}}^{\dagger }} ein Boson erzeugt, und das Minuszeichen, wenn {\displaystyle {\hat {a}}^{\dagger }} ein Fermion erzeugt. Das Pauli-Prinzip für identische Fermionen folgt dann z. B. sofort, indem man in der Vertauschungsrelation {\displaystyle \phi =\psi } wählt, weil sich dann die Gleichung {\displaystyle ({\hat {a}}_{\psi }^{\dagger })^{2}=-({\hat {a}}_{\psi }^{\dagger })^{2}} ergibt, die nur für den Nulloperator erfüllt ist. Weiteres, insbesondere zu den Vernichtungsoperatoren {\displaystyle {\hat {a}}_{\psi }^{\ }}, siehe unter Zweite Quantisierung. Zur wellenmechanischen Formulierung zurück gelangt man, indem man – zunächst für ein Teilchen im Zustand {\displaystyle \vert \psi \rangle ={\hat {a}}_{\psi }^{\dagger }\vert O\rangle } – nach der Amplitude fragt, mit der der am Ort {\displaystyle {\vec {r}}} lokalisierte Zustand {\displaystyle \vert {\vec {r}}\rangle ={\hat {a}}_{\vec {r}}^{\dagger }\vert O\rangle } in diesem Zustand vorkommt. Diese Amplitude ist die Wellenfunktion {\displaystyle \psi ({\vec {r}})} und ist gegeben durch das Skalarprodukt
{\displaystyle \psi ({\vec {r}})=\langle {\vec {r}}\vert \psi \rangle =\langle O\vert {\hat {a}}_{\vec {r}}^{\ }\;{\hat {a}}_{\psi }^{\dagger }\vert O\rangle }
Entsprechend berechnet man die Zweiteilchenwellenfunktion {\displaystyle \Psi ({\vec {r}}_{1},{\vec {r}}_{2})} des Zustands {\displaystyle \vert a_{\psi },a_{\phi }\rangle ={\hat {a}}_{\phi }^{\dagger }{\hat {a}}_{\psi }^{\dagger }\vert O\rangle } durch das Skalarprodukt mit dem Zweiteilchenzustand {\displaystyle \vert {\vec {r}}_{1},{\vec {r}}_{2}\rangle ={\hat {a}}_{{\vec {r}}_{2}}^{\dagger }\;{\hat {a}}_{{\vec {r}}_{1}}^{\dagger }\vert O\rangle }. Das Ergebnis ist {\displaystyle \Psi ({\vec {r}}_{1},{\vec {r}}_{2})=\psi ({\vec {r}}_{1})\phi ({\vec {r}}_{2})\pm \phi ({\vec {r}}_{1})\psi ({\vec {r}}_{2})} und stimmt exakt mit der Wellenfunktion überein, die wie oben beschrieben durch (Anti-)Symmetrisierung des Produkts der Einteilchenwellenfunktionen gebildet wird. (Zur Vereinfachung der Formeln bezeichnet {\displaystyle {\vec {r}}} hier wieder einen vollständigen Koordinatensatz, und es sind Normierungsfaktoren weggelassen.) Zu beachten ist, dass {\displaystyle {\vec {r}}_{1},{\vec {r}}_{2}} hier unabhängig von den beiden Teilchen eingeführt und behandelt werden, als zwei für die betrachtete Teilchenart mögliche Werte ihres Koordinatensatzes. Es gibt keinerlei Anhaltspunkt für eine nähere Zuweisung eines Koordinatensatzes zu einem der Teilchen. Insbesondere ist es nicht nötig, den Teilchen als das „eine“ und das „andere“ oder das „erste“ und das „zweite“ eine sprachliche Unterscheidbarkeit zuzuschreiben, die sie physikalisch nicht besitzen. Die berechnete Amplitude ist, in Worten ausgedrückt, die Wahrscheinlichkeitsamplitude, mit der im Zustand {\displaystyle \vert \Psi \rangle } 1 Teilchen mit den Werten {\displaystyle {\vec {r}}_{1}} und gleichzeitig 1 Teilchen mit den Werten {\displaystyle {\vec {r}}_{2}} vorkommt.